# Jurij Piskow
Jurij Władimirowicz Piskow, ros. Юрий Владимирович Писков (ur. 12 października 1961) – rosyjski szachista, arcymistrz od 1993 roku.

## Kariera szachowa
Pierwsze znaczące sukcesy zaczął odnosić pod koniec lat 80. XX wieku. W 1990 r. zwyciężył w kołowym turnieju w Münsterze, w 1991 r. podzielił I m. (wspólnie z Jurijem Dochojanem) w Kopenhadze (turniej Politiken Cup) oraz zajął IV m. (za Nuchimem Raszkowskim, Vlatko Bogdanovskim i Bojanem Kurajicą) w Star Dojran, w 1995 r. podzielił II m. w Bonn (turniej GSK, za Igorem Glekiem, wspólnie z Edvinsem Kengisem) oraz w Belgradzie (turniej Trako, za Dmitrijem Komarowem, wspólnie z m.in. Branko Damljanoviciem, Gieorgijem Timoszenko i Belą Badea), natomiast w 1996 r. podzielił I m. (wspólnie z m.in. Aleksandrem Wojtkiewiczem, Aloyzasem Kveinysem i Zigurdsem Lanką) w otwartym turnieju w Ratyzbonie. W tym samym roku zakończył profesjonalną karierę szachową, w następnych latach bardzo rzadko uczestnicząc w turniejach klasyfikowanych przez Międzynarodową Federację Szachową.
Najwyższy ranking w karierze osiągnął 1 lipca 1993 r., z wynikiem 2550 punktów dzielił wówczas 22-25. miejsce wśród rosyjskich szachistów.